# Philipp Eduard Huschke

Philipp Eduard Huschke

Georg Philipp Eduard Huschke (* 26. Juni 1801 in Hannoversch Münden; † 8. Februar 1886 in Breslau) war ein deutscher Rechtswissenschaftler. Er ist ein Neffe des Philologen Immanuel Gottlieb Huschke (1761–1828).

## Leben
Als Sohn des Hann. Mündener Kaufmanns Carl Gottfried Huschke wuchs er auf dem Rittergut in Völkershausen bei Wanfried auf, das sein Vater während der Zeit der Kontinentalsperre gekauft hatte. Ab 1817 studierte Huschke Rechtswissenschaft an der Georg-August-Universität Göttingen. Seit 1822 Privatdozent, wurde er 1824 als o. Professor an die Universität Rostock berufen.
1827 wechselte er an die Schlesische Friedrich-Wilhelms-Universität Breslau. 1831/32 und 1845/46 war er dort Rektor. Mehrere ehrenvolle Rufe lehnte er ab. 1838 wurde er Senior und Ordinarius des Spruchkollegiums. Er starb in seinem 85. Lebensjahr.

## Wirken
Huschke gab Unterholzners Quellenmäßige Zusammenstellung der Lehre des römischen Rechts von den Schuldverhältnissen nach des Verfassers Tod (Leipzig 1840, 2 Bde.) heraus. Als Wortführer der preußischen Altlutheraner betätigte er sich in seinen Beiträgen zur „Evangelischen Kirchenzeitung“ und in dem von Johann Gottfried Scheibel herausgegebenen Theologischen Votum eines Juristen über die preußische Agende (Nürnberg 1832).
1841 wurde er Direktor des Oberkirchencollegiums zu Breslau (OKC) der 1845 vom Staat anerkannten Evangelisch-Lutherischen Kirche in Preußen, für deren Verfassungsgrundsätze er in der apologetischen Schrift Die streitigen Lehren von der Kirche, dem Kirchenamt, dem Kirchenregiment und den Kirchenordnungen (Leipzig 1863) in die Schranken trat.

## Publikationen
Außer mehreren kleineren juristischen, theologischen und philologischen Abhandlungen schrieb er:
- Studien des römischen Rechts (1830, Bd. 1)
- Die Verfassung des Königs Servius Tullius (Heidelberg 1838)
- Über den Zensus zur Zeit der Geburt Jesu Christi (Berlin 1840)
- Über das Recht des Nexum und das alte römische Schuldrecht (Leipzig 1846)
- Über den Zensus und die Steuerverfassung der frühern römischen Kaiserzeit (Berlin 1847)
- Gaius, Beiträge zur Kritik und zum Verständnis seiner Institutionen (Leipzig 1855)
- Die oskischen und sabellischen Sprachdenkmäler (Elberfeld 1856)
- Die iguvischen Tafeln nebst der kleinern umbrischen Inschriften (Leipzig 1859)
- Jurisprudentiae antejustinianeae quae supersunt (Leipzig 1861; 5. Auflage 1886: archive.org)
- Das alte römische Jahr und seine Tage (Breslau 1869)
- Die multa und das sacramentum (Leipzig 1874)
- Das Recht der Publicianischen Klage (Stuttgart 1874)
- Zur Pandektenkritik (Leipzig 1875)
- Die neue Oskische Bleitafel (Leipzig 1880)
- Die jüngst aufgefundenen Bruchstücke aus Schriften römischer Juristen (Leipzig 1880)
- Die Lehre des römischen Rechts vom Darlehn (Stuttgart 1882).